# Querobamba (distrito)
Querobamba é um distrito do Peru, departamento de Ayacucho, localizada na província de Sucre.

## Transporte
O distrito de Querobamba é servido pela seguinte rodovia:
- PE-32A, que liga o distrito de Chiara à cidade de Puquio
- AY-105, que liga a cidade de San Pedro de Larcay ao distrito
- AY-103, que liga a cidade de San Salvador de Quije ao distrito de Los Morochucos [1][2][3]